# Michaił Karczmit
Michaił Alaksandrawicz Karczmit (biał. Міхаіл Аляксандравіч Карчміт, ros. Михаил Александрович Карчмит, Michaił Aleksandrowicz Karczmit; ur. 1 lutego 1949 w Radziewcach, zm. 22 maja 2004) – białoruski inżynier mechanik i polityk, w latach 1997–2000 członek Rady Republiki Zgromadzenia Narodowego Republiki Białorusi I kadencji. Bohater Białorusi.

## Życiorys
Urodził się 1 lutego 1949 roku we wsi Radziewce, w rejonie mołodeczańskim obwodu mołodeczańskiego Białoruskiej SRR, ZSRR. W 1975 roku ukończył Białoruski Instytut Mechanizacji Gospodarstwa Wiejskiego, uzyskując wykształcenie inżyniera mechanika. W latach 1967–1968 pracował jako inżynier i główny inżynier w Mińskiej Fabryce Obrabiarek, następnie dwa lata służył w Armii Radzieckiej. W latach 1975–1980 pracował jako inżynier i główny inżynier w kołchozie „Leninskij Put′”, w latach 1980–1988 jako przewodniczący kołchozu „Rasswiet” w rejonie nieświeskim. Od 1988 roku pełni funkcję dyrektora kombinatu rolnego „Snow” w rejonie nieświeskim.
13 stycznia 1997 roku został członkiem nowo utworzonej Rady Republiki Zgromadzenia Narodowego Republiki Białorusi I kadencji. Od 22 stycznia pełnił w niej funkcję członka Stałej Komisji ds. Polityki Regionalnej. Jego kadencja w Radzie Republiki zakończyła się 19 grudnia 2000 roku.

## Odznaczenia
- Bohater Białorusi
- Order „Znak Honoru” (ZSRR);
- Medal „Za Wybitną Służbę Wojskową” (ZSRR);
- Honorowy Tytuł „Zasłużony Pracownik Rolnictwa Republiki Białorusi” (1994)[2].